# Mp3.de
mp3.de war der erste deutsche Online-Musikdienst. Der Name bezieht sich auf das Dateiformat MP3.

## Geschichte
mp3.de ging 1997 online. War es zunächst ein rein technisches Forum für das damals neue Dateiformat MP3, rückte wenig später die Musik in den Mittelpunkt. Dadurch entstand eine Plattform für Musiker, die ihre Werke über das Internet verbreiten wollten. Neben den bekannten Künstlern und Labels hatten vor allem Newcomer ohne Plattenvertrag die Möglichkeit ihre Musik anzubieten, um sich damit in der Öffentlichkeit bekannter zu machen.
Nachdem mp3.de Mitte 1999 etwa 600 kostenlose Musikstücke anbot, verzeichnete man Anfang 2000 bereits 5 Millionen Seitenaufrufe pro Monat. Mitte 2003 hatte sich das Angebot bereits auf ca. 150.000 kostenlose Songs von Nachwuchskünstlern erweitert.
Im Jahr 2000 sprach sich mp3.de mit anderen Firmen gegen die europaweite Vereinnahmung des inzwischen weitverbreiteten Begriffes mp3 durch die Firma Hypermedia, einem deutschen Kabel-TV-Anbieter, aus und legte Widerspruch gegen den entsprechenden Markenschutzantrag ein, den Hypermedia Anfang 1999 in Alicante beim europäischen Harmonisierungsamt für den Binnenmarkt gestellt hatte und der bei Genehmigung zu einem Lizenzanspruch gegenüber den kommerziellen Verwendern des Begriffes geführt hätte.
Seit 2004 wurde mp3.de von der Musik- und Filmproduktionsgesellschaft Tigavision GmbH betrieben. In der Folge dieser Übernahme nahm man im April 2005 erstmals den kostenpflichtigen Verkauf von Musikstücken etablierter Künstler im MP3-Format auf. Für Nachwuchskünstler ohne Plattenvertrag bot man weiterhin die Möglichkeit, Preise für eigene Songs und Alben festzulegen. Anfang 2007 hatte man etwa 250.000 solcher MP3-Titel von ca. 65.000 Nachwuchskünstlern im Angebot, von denen die meisten weiterhin kostenlos angeboten wurden. Allerdings stand nun die Musik der Major-Labels im Vordergrund (etwa 750.000 Titel) und die Amateurmusik war nur noch nach mehreren Klicks zu erreichen. Im Vergleich zu 2005 war außerdem ein großer Teil der kommerziellen Titel auf dem Portal nicht mehr im namensstiftenden MP3-Format, sondern in anderen Formaten (z. B. WMA) durch DRM-Maßnahmen vor Vervielfältigung geschützt, da die meisten größeren Musiklabels nur unter dieser Bedingung ihre Titel zur Verfügung stellten.
2011 wurde mp3.de an die Media Ventures GmbH verkauft, die das Konzept der Direktvermarktung von Newcomermusik auf die Seite youmusic24.de auslagerte. Seitdem wird auf mp3.de nur noch Mainstream-Musik etablierter Künstler vermarktet.

## Positionen zum digitalen Rechtemanagement
mp3.de kritisierte mitunter den Sinn von DRM-Maßnahmen. Mit der Aktion „I care for music“ wollte mp3.de einen möglichst freien Umgang mit Musikinhalten erreichen und gleichzeitig die Kunden zum Schutz der Künstlerrechte ermutigen. Dennoch wurden auf der Plattform auch DRM-geschützte Inhalte angeboten. Die Aktion, die inzwischen in „Ich liebe Musik“ umgetauft wurde, enthält sich nun expliziter Aussagen zum digitalen Rechtemanagement.

## Mobilfunk
Seit 2008 werden unter dem Markennamen mp3.de auch Mobilfunktarife vermarktet. So bot man in Zusammenarbeit mit der Düsseldorfer Firma GTcom die erste UMTS-Flatrate auf Monatsbasis für Prepaid-Kunden auf dem deutschen Mobilfunkmarkt an.